# 中村和雄 (弁護士)
中村 和雄（なかむら かずお、1954年10月10日 - ）は、日本の弁護士。京都弁護士会所属。京都弁護士会副会長。龍谷大学法科大学院客員教授。

## 概要
千葉県千葉郡幕張町（現：千葉市花見川区）出身。水俣病被害者救済訴訟、労働問題など行政、労働問題を中心に市民派弁護士として活動している。その傍ら、市民ウォッチャー・京都の幹事として市民活動にも積極的に参加している。その活動の中で寺園敦史らと協力して「同和」特別扱い（無審査）奨学金制度を住民訴訟で当時の桝本市長に賠償させたり（最高裁判決）、部落解放同盟に不正支給された補助金を返還させたりといった成果も出した。
2008年2月の京都市長選挙に日本共産党推薦で出馬した。対立候補は自民、公明、民主党府連、社民党府連の推薦という4党相乗りの門川大作、無所属元市議の村山祥栄、会社役員の岡田登史彦であった。選挙戦では同和問題の解決や高速道路建設の中止、若者の労働雇用対策などを公約として掲げ戦うが、951票の僅差で門川に敗れる。
それでも選挙善戦のインパクトは大きく、中村の公約であった「京都市職員犯罪不祥事・同和行政究明独立調査委員会設置による同和問題の解決（同和行政の終結・利権の完全除去）」は当選した門川にも取り入れられた。そして「京都市同和行政終結後の行政の在り方総点検委員会」が京都市役所に設置され中村も一部協力した。最終的に、2009年3月6日「総点検委員会」から京都市長に報告書が提出された。この「総点検委員会報告書」の中で、「長年の同和行政が，成果とともに負の側面を生み出し，これが市民の皆さんの同和行政に対する不信感として現れていることも事実」と記述することにより「同和行政の弊害」を京都市行政側がついに公式に認めた。この報告書に基づき、京都市当局が関連事業を軒並み廃止し、長年の「京都市の同和行政」は事実上終わりを迎えた。日本共産党などが1970年代から議会内外や各種選挙で力を入れて取り組んできた同和行政是正運動（1990年代からは「同和終結運動」に発展）、中村和雄や寺園敦史たちがマスコミや市民運動の仲間たちと連動してやってきた市職員犯罪告発活動や裁判闘争、（中村と同時に2008年市長選に出馬した）村山祥栄が市議会で行っていた市役所内部不祥事追及という「3つの運動」が結実した瞬間であった。
2012年2月の京都市長選挙に日本共産党推薦で再び出馬。公約は「福井の原発に頼らない街づくり（脱原発市政）」、公契約条例制定、京都に多く出店しているクラブ・ダンスホールの風営法規制の緩和、観光税の導入などであった。この時は、現職で民主、自民、公明、みんな、社民府連推薦の門川大作との一騎討ちとなるも、31794票差で敗れた。ただ、この時公約に掲げた「クラブ・ダンスの風営法規制の緩和」は、中村などが仲間を募って運動を拡大していった結果、2015年6月17日に国会で風営法改正がなって相当部分が達成されることになった。

## 経歴
- 1970年 - 千葉県立千葉高等学校入学
- 1974年 - 東北大学法学部入学
- 1982年 - 司法試験合格
- 1985年 - 京都弁護士会入会
- 2000年 - 京都弁護士会副会長

## 著書
- 『さらば!同和中毒都市』（かもがわ出版、2007年）寺園敦史との共著
- 『「非正規」をなくす方法―雇用、賃金、公契約』（新日本出版社、2011年）脇田滋との共著